# Galium hilendiae
Galium hilendiae är en måreväxtart som beskrevs av Lauramay Tinsley Dempster och Friedrich Ehrendorfer. Galium hilendiae ingår i släktet måror, och familjen måreväxter.

## Underarter
Arten delas in i följande underarter:
- G. h. carneum
- G. h. hilendiae
- G. h. kingstonense